# 塔文卡
塔文卡，是西班牙阿拉贡自治区萨拉戈萨省的一个市镇。 总面积86平方公里，总人口460人（2001年），人口密度5人/平方公里。